# نشان بشیکتاشلیان
نشان بشیکتاشلیان (ارمنی: Նշան Պէշիկթաշլեան؛ ۱۸۹۸ – ۱۹۷۲) یک شاعر و نویسنده اهل ارمنستان بود.

## زندگی‌نامه
تحصیلات ابتدایی ناتمام خویش را در زادگاهش فراگرفت. 